# Ablabesmyia monilis
Ablabesmyia monilis är en tvåvingeart som först beskrevs av Carl von Linné 1758.  Ablabesmyia monilis ingår i släktet Ablabesmyia och familjen fjädermyggor. Arten är reproducerande i Sverige. Inga underarter finns listade i Catalogue of Life.

## Bildgalleri

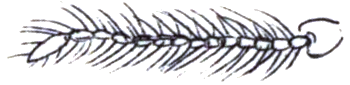
Känselspröt av Ablabesmyia monilis.